# Robert Ier d'Artois
Pour les articles homonymes, voir Robert d'Artois, Robert de France, Robert Ier et Artois (homonymie).
Robert Ier d'Artois est né le 25 septembre 1216 et mort à Mansourah le 8 février 1250. Comte d'Artois (1237-1250), il est le second fils de Louis VIII et de Blanche de Castille et le frère de Saint Louis.
Il est le fondateur d'une branche cadette de la famille capétienne, la maison d'Artois qui s'éteindra au XVe siècle.

## Enfants
Marié à Mathilde, fille d'Henri II de Brabant et de Marie de Hohenstaufen, il eut :
- Blanche (1248 † 1302), mariée avec le roi Henri Ier de Navarre puis avec Edmond de Lancastre, un prince cadet anglais ;
- Robert II (1250-1302), comte d'Artois.

## Règne
Suivant les dispositions testamentaires de son père, mort en 1226, il reçoit en 1237, c'est-à-dire à sa majorité, le comté d'Artois en apanage. En 1240, le pape Grégoire IX, en lutte contre Frédéric II de Hohenstaufen, lui offre la couronne impériale, mais il refuse de prétendre à l'empire.
En 1249, il prend part à la septième croisade aux côtés de son frère Louis IX et participa à la prise de Damiette, le 6 juin 1249. Puis l'armée croisée marche sur Mansourah. Le 8 février 1250, elle traverse un gué sur le Bahr al-Saghîr. Robert d'Artois commande l'avant-garde, composée des Templiers, et défait le corps de troupe musulman qui défend la rive. Pressé par son ancien gouverneur Fourcaut du Merle et contre l'avis de Guillaume de Sonnac, maître du Temple, au lieu d'attendre le gros des troupes, il se lance à l'assaut de Mansourah, commence à mettre l'armée égyptienne en déroute et fait irruption dans Mansourah. Mais Baybars, un chef mamelouk, organise une contre attaque, bloque les rues de Mansourah avec des barricades et massacre les 280 chevaliers de l'avant-garde, y compris Robert d'Artois. Seuls cinq chevaliers survivent.

## Mort
Robert trouve la mort pendant la bataille de Mansourah le 8 février 1250 alors qu'il livre combat contre les ordres du roi.